# Stronger (album Hanny Pakarinen)
Stronger to drugi studyjny album fińskiej piosenkarki Hanny Pakarinen wydany w Finlandii przez RCA w dniu 7 września 2005. Album został poprzedzony głównym singlem „Kiss of Life” w sierpniu 2005, a następnie promowany przez kolejny rok singlami „Stronger Without You” oraz „Damn You”. Dodatkowo na płycie, jako bonus track, znalazł się utwór „Run”, znany z debiutanckiego krążka (wersje z obu płyt różnią się nieco aranżacją).
Album sięgnął drugiego miejsca na fińskiej liście najlepszych albumów i w listopadzie 2005 zyskał status złotej płyty z łącznym nakładem 16 473 sztuk sprzedanych kopii.

## Single
- „Kiss of Life”, główny singiel z albumu znalazł się na drugim miejscu fińskiej listy singli.
- „Stronger Without You” to drugi singiel płyty, został wydany tylko w celu promocyjnym, nie biorąc udziału w zestawieniu, ale za to towarzyszył mu teledysk (drugi klip Hanny).
- „Damn You” trzeci i ostatni singiel ze „Stronger”. Również został uznany tylko za promocyjny singiel.

## Lista utworów
1. „Out Of Tears” (Aldeheim/Leonard) – 3:25
2. „Stronger Without You” (Landin/Larsson/Junior) – 3:27
3. „Wasted” (Elofson/Kvint/Lindvall) – 3:32
4. „Falling Again” (Eklund/Björk/Malm) – 3:42
5. „Tears In Your Eyes” (Eriksson/Molin/Funemyr) – 3:55
6. „We Don't Speak” (Hansson) – 3:41
7. „Damn You” (Ringqvist/Gibson) – 4:17
8. „Kiss Of Life” (Johansson/Lipp) – 4:00
9. „Paralyzed” (Eriksson/Björk)Small Text – 3:57
10. „One Way Or The Other” (Björk/Eklund/Krabbe) – 3:18
11. „Run” [bonus track] (Elofsson/Thornally/Venge/Wennerberg) – 3:56

## Teledyski
- „Stronger Without You”